# Bowman Automobile Company
Bowman Automobile Company war ein US-amerikanischer Hersteller von Automobilen.

## Unternehmensgeschichte
Sydney B. Bowman stellte zwischen 1899 und 1904 in seiner Sydney B. Bowman Cycle Company in New York City Fahrräder her. 1902 gründete er außerdem die Bowman Automobile Company in der gleichen Stadt als Autohandel. Er importierte Fahrzeuge von Établissements Clément-Bayard. 1902 vermarktete er einige Fahrzeuge als Bowman. Außerdem stellte er im Kundenauftrag einen Rennwagen her. 1910 endete der Import.
Es gab keine Verbindungen zum Maschinenbauunternehmen Bowman und zur Bowman Motor Car Company, die den gleichen Markennamen benutzten.

## Fahrzeuge
Im Angebot standen kleine Runabouts. Ihre Motoren leisteten 6 PS. Der Neupreis betrug 800 US-Dollar.
Der Rennwagen hatte einen Motor mit 70 PS Leistung. Entworfen hatte ihn N. W. Schlater. Auftraggeber war H. R. Morse.